# Iniciativa Feminista
Iniciativa Feminista és un partit polític espanyol d'ideologia feminista.
Es va fundar el 23 d'octubre de 2008 i es va inscriure al registre de partits polítics del Ministeri de l'Interior el 19 de gener de 2009. L'any 2009 ha concorregut a les Eleccions al Parlament Europeu, després d'haver aconseguit presentar-se amb l'aval de dos-cents càrrecs electes. La seva cap de llista ha estat Rosario Carracedo, advocada i coordinadora de la Plataforma d'Organitzacions de Dones per l'Abolició de la Prostitució. Prenen com a referent el partit homònim existent a Suècia.

## Resultats electorals
El 7 de juny de 2009 es van presentar per primera vegada a unes eleccions, en aquest cas al Parlament Europeu, conformant una llista electoral de 50 candidates i candidats, i 10 suplents. Van obtenir 9.721 vots a tot l'Estat espanyol (0,06% dels vots a candidatures), sent la 21a llista més votada d'un total de 35 que es van presentar. Els millors resultats els va obtenir a les províncies de Las Palmas (0,12%) on va ser la 12a força electoral, Àlaba (0,10%), Navarra (0,10%), Biscaia (0,10%), Barcelona (0,09%) i Girona (0,09%).